# 66846 Franklederer
66846 Franklederer è un asteroide della fascia principale. Scoperto nel 1999, presenta un'orbita caratterizzata da un semiasse maggiore pari a 2,7566692 UA e da un'eccentricità di 0,3087564, inclinata di 31,38316° rispetto all'eclittica.